# Ferdinand Carol Iosif, Arhiduce de Austria-Este
Arhiducele Ferdinand Carol Iosif de Austria-Este (Ferdinand Karl Joseph Erzherzog von Österreich-Este), (n. 25 aprilie 1781, Milano, Ducatul Milanului – d. 5 noiembrie 1850, Altmünster⁠(d), Austria Superioară, Austria) a fost al treilea fiu al arhiducelui Ferdinand de Austria-Este și guvernator al Transilvaniei între anii 1835 și 1837. Aproape pe toată durata războaielor napoleoniene, el a fost la comanda unei armate austriece.
Ferdinand s-a născut în Milano. A urmat academia militară din Wiener Neustadt. 
În 1805, în Războiul celei de-a Treia Coaliții împotriva Franței, Ferdinand era comandant al forțelor austriece, cu generalul Karl Freiherr Mack von Leiberich, în calitate de comandant. În octombrie, armata lui era înconjurată la Ulm. Generalul Mack s-a predat. Ferdinand a reușit să scape împreună cu 2000 de cavaleri în Boemia, a preluat conducerea trupelor armate austriece și a ridicat miliția locală. Cu un total de 9.000 de oameni, el a pornit spre Jihlava pentru a distrage atenția de la mișcările Coaliției. El a reușit să rețină diviziunea bavareză a prințului Karl Philipp von Wrede în Jihlava, astfel împiedicând participarea în Bătălia de la Austerlitz.
În 1809, în Războiul celei de-a Cincea Coaliții împotriva Franței, Ferdinand a solicitat de la armata austriacă 36.000 de bărbați. În aprilie a invadat Ducatul Varșoviei, sperând să încurajeze o revoltă locală împotriva lui Napoleon. 